# Gottlieb
A D. Gottlieb Co é uma empresa pioneira do ramo de jogos e entretenimento. Ficaram mundialmente conhecidas suas máquinas do jogo pinball, que David Gottlieb chamou de "a game of skill" - um jogo de habilidade. É atribuído à empresa de David Gottlieb o grande êxito das máquinas de pinball operadas por moedas, com a Baffle Ball, de 1931; a introdução dos flippers na máquina Humpty Dumpty, em 1947; e também o formato atual - \/ - com a máquina Spot Bowler, em 1950. Ela se tornou ativa como uma empresa de entretenimento em San Francisco, Califórnia, EUA.
Em 1947 o engenheiro mecânico desta empresa, Harry Mabs, criou o contador de pontuação automático usando circuitos elétricos, que calculava a pontuação quando a bola de metal batia nos alvos de circuitos elétricos espalhados pela área do jogo.